# Römisch-katholische Kirche in Belarus

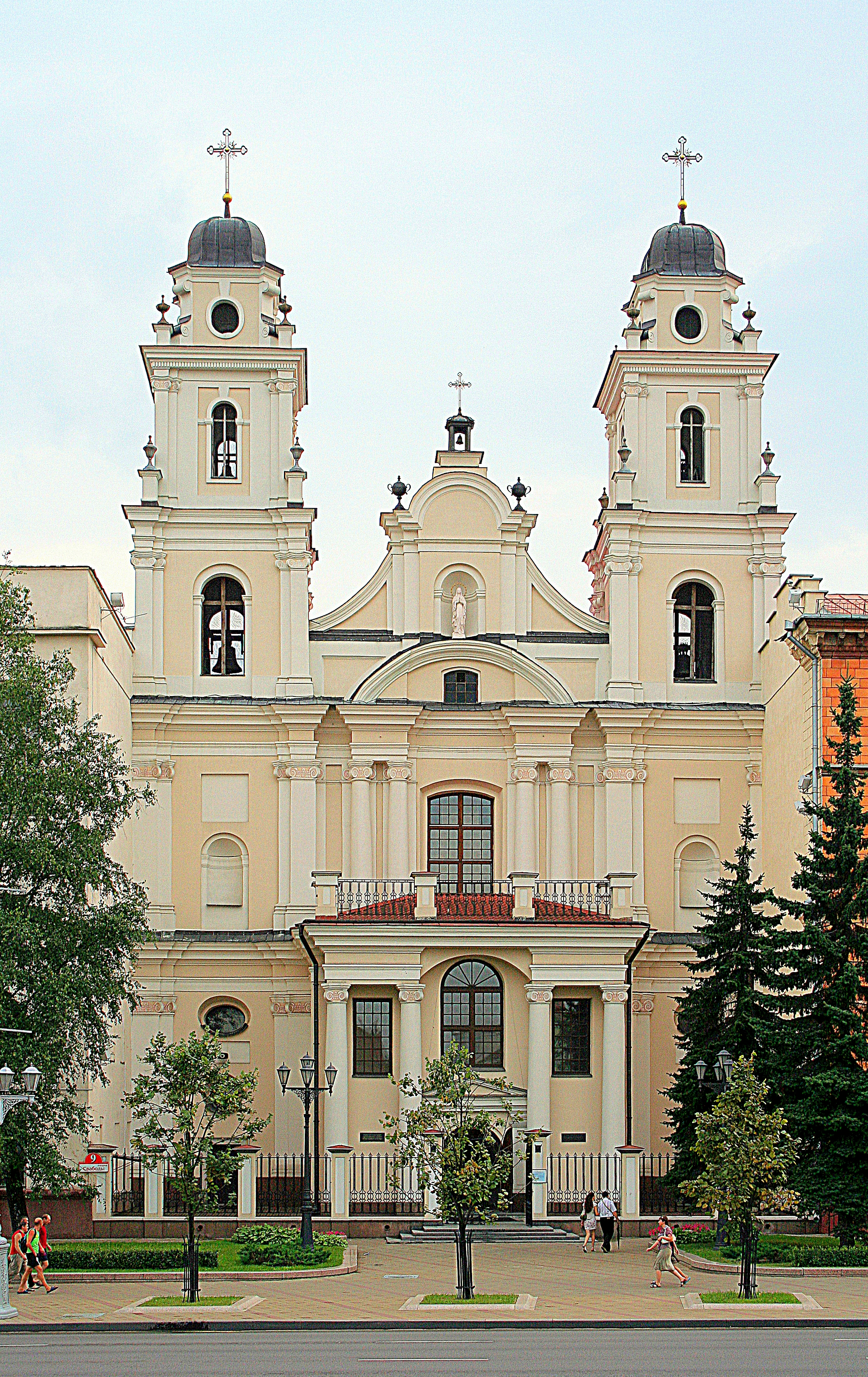
Kathedrale in Minsk

Die römisch-katholische Kirche in Belarus zählt 1,4 Millionen katholische Christen (Stand: 2004). Sie gliedert sich in 4 Diözesen, von denen eine Metropolie ist.

## Geschichte

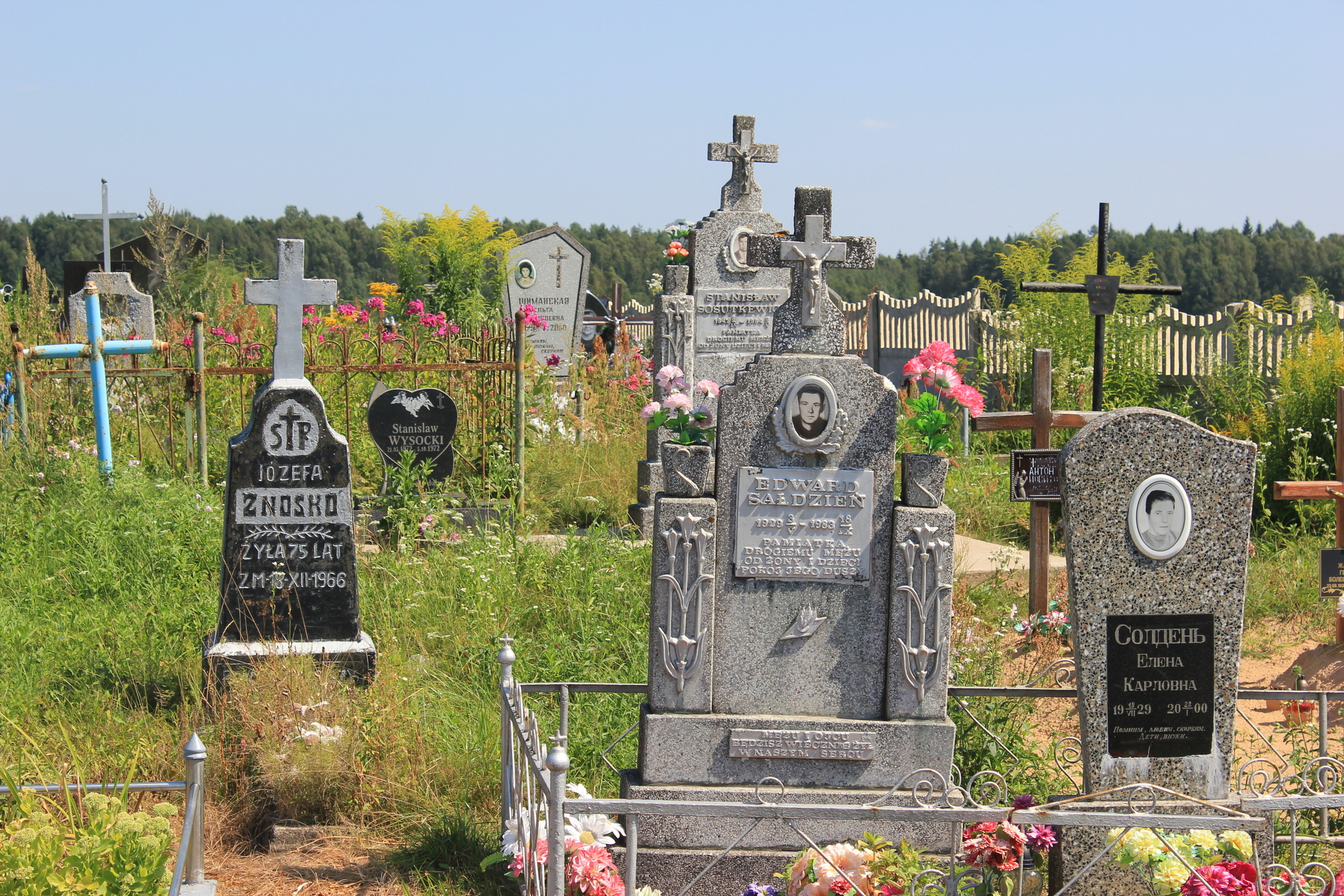
Römisch-katholischer Friedhof bei Aschmjany im Norden des Landes

Die Missionierung der Slawen auf dem Gebiet des heutigen Belarus begann im 9. Jahrhundert durch die Brüder Kyrill und Method, den sogenannten Slawenaposteln.
Die römisch-katholische Kirche war im Zarenreich von jeher verhasst, da die Regierung eine Einflussnahme des Papstes über das katholische Königreich Polen befürchtete. Peter I. erlaubte im Jahre 1705 erstmals den Bau einer römisch-katholischen Kirche. Die Katholiken waren während der Herrschaft der Zaren sehr strengen staatlichen Kontrollen unterstellt. Vor den polnischen Teilungen lebten nur wenige Katholiken in Russland. Das änderte sich ab dem Jahre 1772, als schlagartig hunderttausende Katholiken unter russische Herrschaft gelangten. 
Während des 19. Jahrhunderts war der Katholizismus in Russland heftigen Verfolgungen ausgesetzt, insbesondere während der Regentschaft Nikolaus’ I. und Alexanders II. (1825–1881).
Am 21. September 2007 ernannte Papst Benedikt XVI. Tadeusz Kondrusiewicz zum Erzbischof von Minsk-Mahiljou.
Im März 2023 errichtete Papst Franziskus für die unierten Gläubigen eine Apostolische Administratur für die Gläubigen des byzantinischen Ritus in Belarus.
Vorsitzender der belarussischen Bischofskonferenz ist seit Juli 2021 Aleh Butkewitsch, Bischof von Wizebsk.
Apostolischer Nuntius ist seit März 2025 Erzbischof Ignazio Ceffalia.

## Liste der Bistümer
Lateinische Kirche
- Erzbistum Minsk-Mahiljou
  - Bistum Hrodna
  - Bistum Pinsk
  - Bistum Wizebsk

Belarussische Griechisch-Katholische Kirche
- immediat: Apostolische Administratur für die Gläubigen des byzantinischen Ritus in Belarus

## Vorsitzende der Bischofskonferenz
- 2006–2015: Aleksander Kaszkiewicz
- 2015–2021: Tadeusz Kondrusiewicz[3]
- seit 2021: Aleh Butkewitsch